# Theodor Körner
Theodor Körner, właśc. Theodor Körner Edler von Siegringen ([ˈteːoˌdoːɐ̯ ˈkœʁnɐ]ⓘ; ur. 24 kwietnia 1873 w Uj-Szöny, zm. 4 stycznia 1957 w Wiedniu) – austriacki wojskowy i polityk, prezydent Austrii w latach 1951−1957.

## Życiorys
Syn Theodora Karla Körnera i Karoline z domu FousekUrodził się w Uj-Szöny (obecnie część Komarna) w rodzinie oficera armii austro-węgierskiej. Sam również ukończył akademię wojskową w Mährisch Weißkirchen (obecnie Hranice). W czasie I wojny światowej brał udział w walkach na froncie włoskim.
W 1924 zakończył karierę wojskową w stopniu generała i został posłem do parlamentu z ramienia Partii Socjaldemokratycznej. W czasie tzw. austrofaszyzmu został aresztowany i osadzony w więzieniu, podobnie jak inni przedstawiciele partii opozycyjnych. W czasie II wojny światowej był ponownie aresztowany.
Po zakończeniu wojny, 17 kwietnia 1945 został burmistrzem Wiednia (do 1951). Po śmierci Karla Rennera w 1951, startował w wyborach na prezydenta Austrii, które wygrał uzyskując ponad 51% poparcia. Był pierwszym prezydentem Austrii wybranym w wyborach bezpośrednich. Zmarł w 1957 w swoim biurze. Pochowany na Cmentarzu Centralnym w Wiedniu, w krypcie prezydenckiej.

## Odznaczenia[2]
- Krzyż Zasługi Wojskowej II klasy z mieczami i dekoracją wojenną
- Kawaler Orderu Korony Żelaznej II Klasy z mieczami i dekoracją wojenną
- Kawaler Orderu Leopolda z mieczami i dekoracją wojenną
- Kawaler Orderu Korony Żelaznej III Klasy z mieczami i dekoracją wojenną
- Krzyż Zasługi Wojskowej III klasy z mieczami i dekoracją wojenną
- Krzyż Zasługi Wojskowej III klasy
- Medal Jubileuszowy Pamiątkowy dla Sił Zbrojnych i Żandarmerii
- Krzyż Jubileuszowy Wojskowy
- Medal Pamiątkowy Bośniacko-Hercegowiński